# El Collado (La Rioja)
El Collado es un núcleo poblacional perteneciente al municipio de Santa Engracia del Jubera en La Rioja.
Las malas comunicaciones del pueblo, al que se accede por una pista forestal desde la LR-477, hacen que este se quede aislado algunas temporadas de invierno cuando nieva haciendo complicada la vida de sus pocos habitantes.
La localidad no cuenta con infraestructuras de electricidad, por lo que sus viviendas obtienen luz eléctrica a través de placas solares, como en localidades cercanas como Santa Marina.

## Geografía humana

### Demografía
| Gráfica de evolución demográfica de El Collado entre 1857 y 1860 |
| |
| Población de derecho según los censos de población del INE Población de hecho según los censos de población del INEEntre el censo de 1877 y el anterior, este municipio desaparece porque se integra en el municipio 26135 (Santa Engracia del Jubera) Entre el censo de 1857 y el anterior, aparece este municipio porque se segrega del municipio 26135 (Santa Engracia del Jubera) |

## Patrimonio

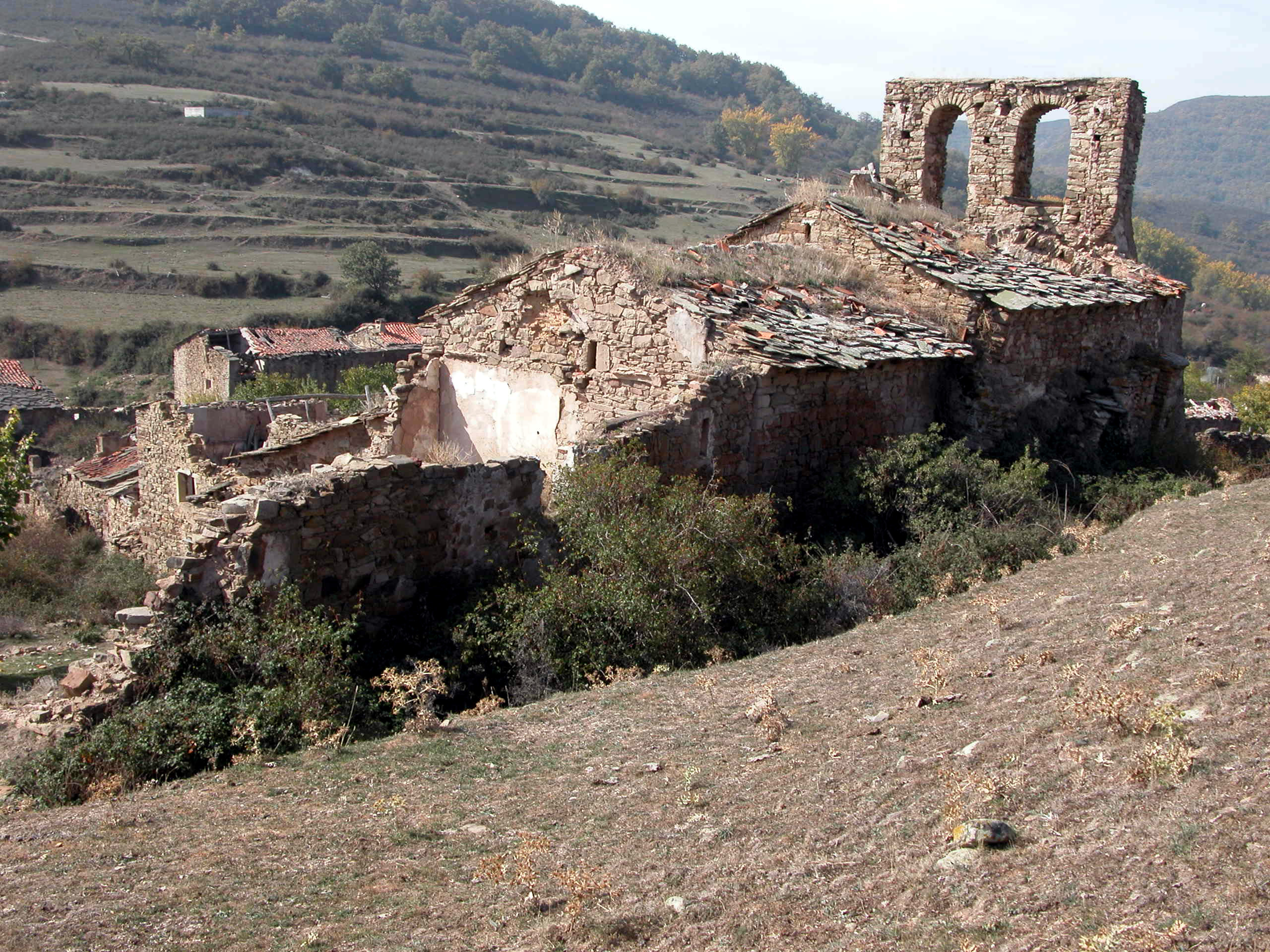
Ruinas de la iglesia de San Juan Bautista

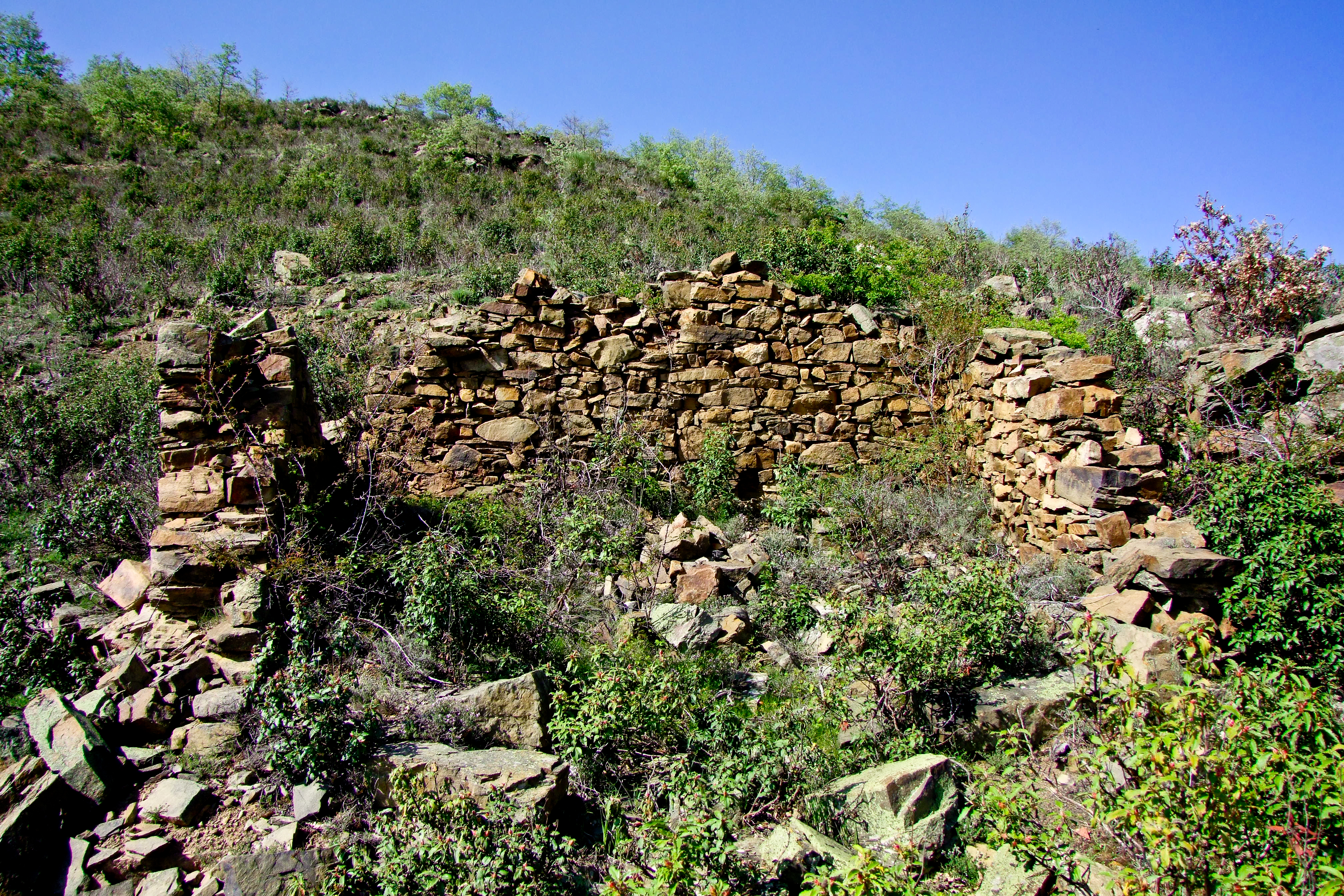
Ruinas de la ermita del Santo Cristo

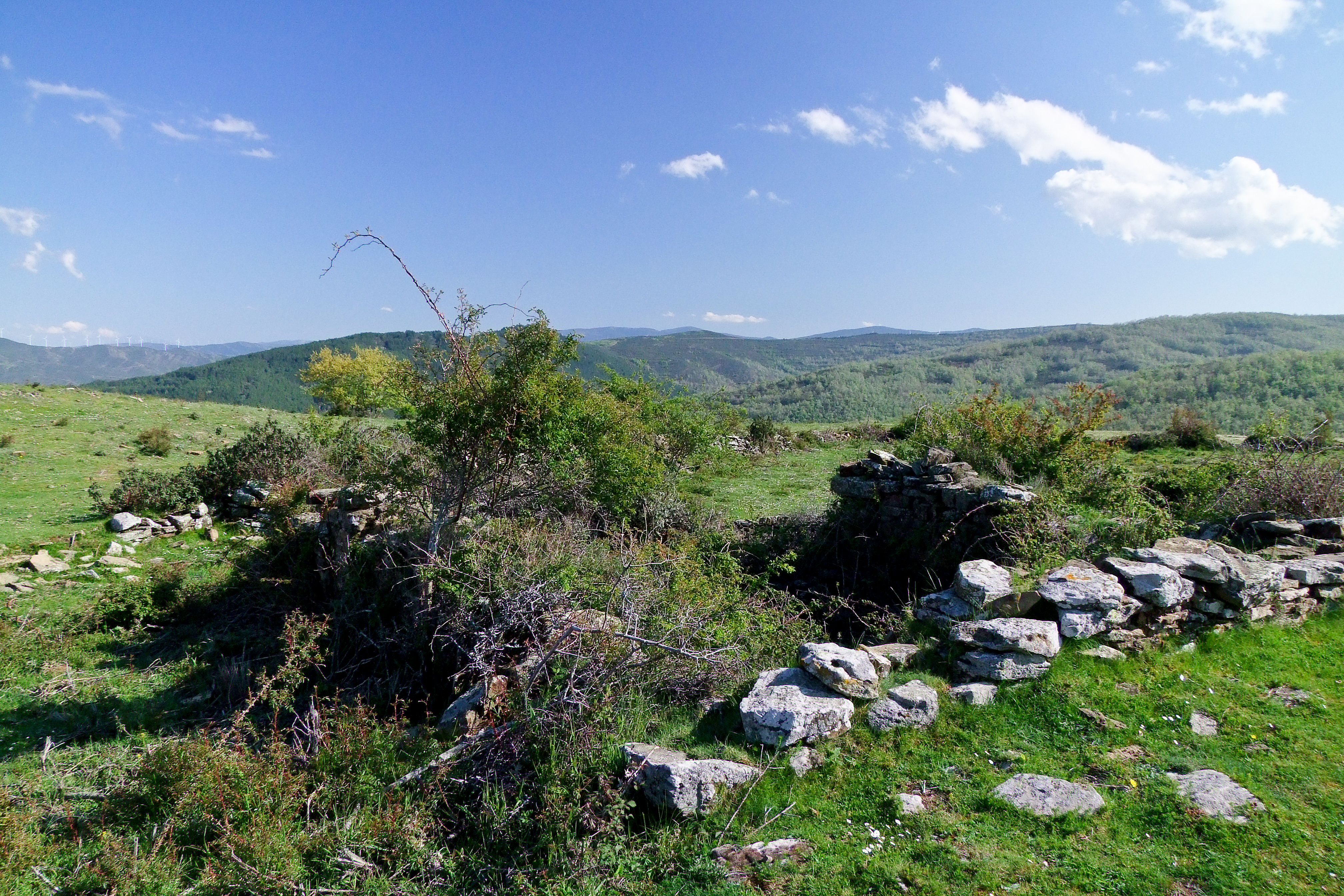
Ruinas de la ermita de Santa Elena

- Iglesia de San Juan Bautista: Se encuentra en ruinas.
- Ermita del Santo Cristo: Ruinas
- Ermita de Santa Elena: Ruinas